# Acalypha scabrosa
Acalypha scabrosa là một loài thực vật có hoa trong họ Đại kích. Loài này được Sw. mô tả khoa học đầu tiên năm 1788.